# マウリツィオ・カッツァーティ
マウリツィオ・カッツアーティ（Maurizio Cazzati、1616年 ルッザーラ - 1678年9月28日 マントヴァ）はイタリアの作曲家である。
1641年フェラーラ、ボッツォロ、ベルガモのそれぞれの教会で楽長としてのスタートを切った。
ベルガモでは、作曲家ジョヴァンニ・レグレンツィと働いている。1657年頃、ボローニャの中のサン・ペトロニオ教会の楽長となる。ここで、以前よりも増して教会音楽の演奏において、楽器（特にヴァイオリン）に重要な価値を見出した。なお、カッツァーティは、当時のボローニャの有力な楽長であったジュリオ・チェーザレ・アレスティとの論争に敗れ、それが原因となり、1671年に当地での楽長の地位を失っている。その後マントヴァ公国の摂政イザベッラ・クララ・ダウストリアの宮廷楽長となった。
教会音楽、器楽作品、オペラの作品をそれぞれ残している。